# Darja Klisjina
Darja Igorevna Klisjina (russisk: Да́рья И́горевна Кли́шина, tr. Dárja Ígorevna Klísjina; født 25. januar 1991 i Tver, Sovjetunionen) er en russisk atlet.
Klisjina vandt guld i længdespring ved EM indendørs 2011 i Paris, hun vandt med et spring på 6,80 m.

## Personlige rekorder
- Længdespring: 7,03 (+1,3) Sjukovskij 26. juni 2010 (russisk juniorrekord)
- Længdespring-inde: 6,87 Moskva 7. februar 2010 (russisk juniorrekord)